# エルマリン牧場
エルマリン牧場（ - ぼくじょう、Haras El Mallin）はアルゼンチンブエノスアイレス州カピタン・サルミエントにある競走馬の生産及び種牡馬の繋養を行う牧場である。

## 現在の繋養種牡馬
- Hurricane Cat
- Nicholas
- Puerto Escondido
- Sovereign

## 過去の繋養種牡馬
- Fragotero
- Hat Trick